# Vers-en-Montagne
Vers-en-Montagne là một xã trong vùng hành chính Franche-Comté, thuộc tỉnh Jura, quận Lons-le-Saunier, tổng Champagnole. Tọa độ địa lý của xã là 46° 48' vĩ độ bắc, 05° 54' kinh độ đông. Vers-en-Montagne nằm trên độ cao trung bình là 595 mét trên mực nước biển, có điểm thấp nhất là 586 mét và điểm cao nhất là 660 mét. Xã có diện tích 8.35 km², dân số vào thời điểm 1999 là 191 người; mật độ dân số là 23 người/km².

## Thông tin nhân khẩu
| 1962 | 1968 | 1975 | 1982 | 1990 | 1999 |
| ---- | ---- | ---- | ---- | ---- | ---- |
| 150  | 167  | 209  | 217  | 227  | 191  |

## Địa điểm tham quan
Nhà thờ giáo khu có nguồn gốc từ thế kỉ thứ 15 và được cải tạo trong thế kỉ thứ 16 và thế kỉ thứ 17.